# محرك مبرد بالهواء

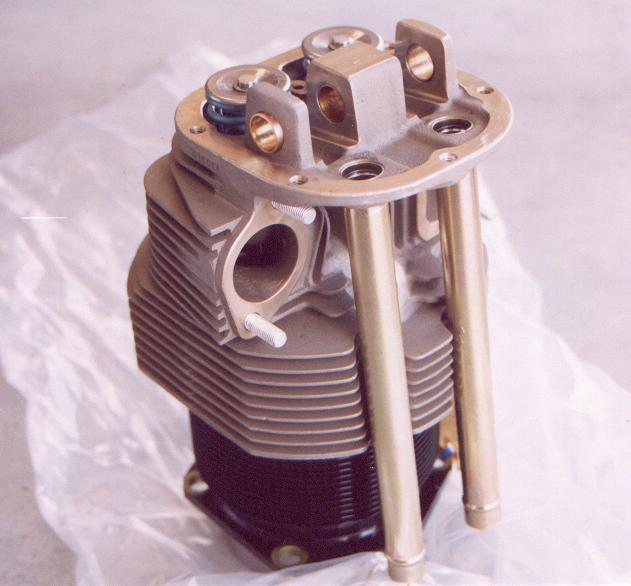
اسطوانة من محرك للطيران وتبريد الهواء، وهو قاري C85. وتلاحظ صفوف الزعانف على كل من صنوق المحرك المصنوع من الصلب وراس الأسطوانة المصنوع من الألومنيوم. وتوفر الزعانف مساحة إضافية للهواء بالمرور على الاسطوانة مما يتيح امتصاص الحرارة..

محرك مبرد بالهواء (بالإنجليزية: Air-cooled engine): هو محرك يعتمد على دوران الهواء المباشر على أجزاءه الساخنة لتبريدها.